# Mesochorus arietinus
Mesochorus arietinus är en stekelart som beskrevs av Schwenke 1999. Mesochorus arietinus ingår i släktet Mesochorus och familjen brokparasitsteklar. Inga underarter finns listade i Catalogue of Life.